# Vincenzo D’Amico
Vincenzo D’Amico (* 5. November 1954 in Latina; † 1. Juli 2023 in Rom) war ein italienischer Fußballspieler. Er gehörte zur Meistermannschaft von Lazio Rom 1973/74 und spielte außerdem für Torino Calcio sowie Ternana Calcio.

## Karriere
Vincenzo D’Amico wurde am 5. November 1954 in Latina, einer gerade einmal etwas mehr als zwanzig Jahre zuvor während der Zeit des Faschismus in Italien errichtete Planstadt, geboren. Nach Anfängen im lokalen Fußball von Latina wechselte er alsbald in die Jugendabteilung von Lazio Rom. 1971 wurde er als 17-Jähriger vom Trainer Juan Carlos Lorenzo in den Kader der Kampfmannschaft, die aber zum Saisonende 1970/71 abstieg ohne dass D’Amico in der Liga zum Einsatz kam. Sein Debüt gab er unter dem neuen Trainer Tommaso Maestrelli im Februar 1972 in der Serie B. Das blieb sein einziges Spiel in dieser Saison, war aber dann doch ein Beitrag zum Aufstieg. In der Saison 1972/73 kam er zu keinem Ligaspiel. D’Amico etablierte sich aber ab der Saison 1973/74 als absolute Stammkraft im Team das nach dem Ende aller Spieltage auf dem ersten Platz in der Serie A mit einem Vorsprung von zwei Punkten vor Titelverteidiger Juventus Turin stand, was den ersten Meistertitel in der langen Historie von Lazio Rom bedeutete. Vincenzo D’Amico absolvierte im Laufe der Spielzeit 27 von dreißig möglichen Partien und steuerte zwei Treffer zur Meisterschaft bei. Auch nach jener erfolgreichen Spielzeit blieb der Mittelfeldspieler Stammkraft im Team von Lazio Rom, das allerdings mehr und mehr ins hintere Drittel der Tabelle abrutschte. D’Amico blieb bis 1980 bei Lazio Rom und absolvierte in neun Jahren insgesamt 155 Ligaspiele mit sechzehn Toren für seinen Arbeitgeber.
Nach dem Abstieg Lazio Roms aus der Serie A im Zuge des Totonero-Skandals 1980 verließ Vincenzo D’Amico den Klub und ging für ein Jahr zu Torino Calcio. Dort machte er 26 Ligaspiele (ein Treffer) und zog mit seinem Verein ins Endspiel um die Coppa Italia 1980/81 ein. Dort unterlag Torino allerdings dem AS Rom im Elfmeterschießen des Rückspiels. Vincenzo D’Amico wurde jedoch nur im Hinspiel des Finals eingesetzt, er kam in der 67. Minute für Paolino Pulici.
Nach diesem einen Jahr kehrte D’Amico zu Lazio Rom zurück. Der Verein war mittlerweile in den Tiefen der Serie B versunken und vermochte es nicht, zeitnah in die erste Liga zurückzukehren. Erst 1983 gelang der Wiederaufstieg, nachdem in der Serie B der zweite Platz hinter dem AC Mailand erreicht worden war. Vincenzo D’Amico wirkte dabei in 34 von 38 Ligaspielen mit. In der ersten Saison nach dem Wiederaufstieg konnte Lazio die Klasse halten, doch bereits 1985 musste der erneute Gang zurück in die Serie B angetreten werden.
Nach Saisonende trug er noch drei Spiele für New York Cosmos aus. Cosmos wie Lazio waren damals unter der Kontrolle vom früheren Lazio-Stürmer Giorgio Chinaglia. Nach Partien gegen den amtierenden Weltpokalsieger CA Independiente (2:2) aus Buenos Aires und den portugiesischen Vizemeister Sporting Lissabon (2:1) verlor Cosmos am 16. Juni in Giants Stadium mit 1:2 gegen Lazio; D’Amico erzielte fünf Minuten vor Schluss per Elfmeter das letzte Tor in der Geschichte der New Yorker. In Erinnerung an das Spiel blieb aber vielmehr die Schlägerei, die nach dem Schlusspfiff zwischen den Mitgliedern beider Mannschaften ausbrach. Lazio wurde in der folgenden Saison in der Serie B nur Zwölfter. D’Amicos traf dabei in zehn Spielen noch einmal. Beide Perioden zusammengerechnet hatte er 276 Einsätze im Ligabetrieb für Lazio Rom zu verzeichnen, dabei gelangen ihm insgesamt vierzig Tore.
Im Sommer 1986 schloss er sich dem Viertligisten Ternana Calcio an, wo er noch zwei Jahre lang aktiv Fußball spielte. In der Serie C2 kam er noch zu 56 Einsätzen, wobei er bei Ternana im Sturm agierte und nicht wie im restlichen Großteil seiner Laufbahn im Mittelfeld. 1988 beendete Vincenzo D’Amico seine fußballerische Laufbahn im Alter von 34 Jahren.
D’Amico war kommentator für Fußballspiele im Lokalfernsehen und bei RAI.
Er starb am 1. Juli 2023 im Alter von 68 Jahren in Rom nach einer zweijährigen Krebserkrankung.

## Erfolge
- Italienische Meisterschaft: 1×

1973/74 mit Lazio Rom